# Gianluca Scamacca
Gianluca Scamacca, né le 1er janvier 1999 à Rome (Italie), est un footballeur international italien qui évolue au poste d'avant-centre à l'Atalanta Bergame.

## Biographie

### En club
Gianluca Scamacca passe par l'académie de l'AS Rome avant de partir au PSV Eindhoven en janvier 2015. Il débute avec le Jong PSV (en) en deuxième division néerlandaise le 22 janvier 2016 lors d'une victoire face au VVV Venlo. 
En janvier 2017, il signe en faveur de l'US Sassuolo. Lors de la saison 2017-2018, il intègre l'équipe première, où il joue son premier match le 29 octobre 2017 en Série A, lors de la défaite de Sassuolo au Stade San Paolo contre Napoli (3-1).
En janvier 2018, il est prêté jusqu'à la fin de la saison à l'US Cremonese. Le 14 avril 2018, il marque le premier but de sa carrière professionnelle, contre Palermo.
Le 2 octobre 2020, il est prêté pour une saison au Genoa CFC. Il se fait remarquer le 19 mars 2021 en réalisant un doublé en championnat face au Parme Calcio 1913, permettant au Genoa de s'imposer (1-2 score final).
Le 26 juillet 2022, il s'engage pour cinq ans avec West Ham United pour une indemnité de 36 millions d'euros.
Le 7 août 2023, Gianluca Scamacca s'engage en faveur de l'Atalanta Bergame en paraphant un contrat de cinq ans jusqu'en 2028,. Le montant du transfert est estimé à 25 millions d'euros. Le 22 mai 2024, il remporte l'Europa League avec l'Atalanta Bergame face au Bayer Leverkusen (3-0).

### En sélection
Avec les moins de 17 ans, Gianluca Scamacca participe à deux reprises au championnat d'Europe des moins de 17 ans, en 2015 puis en 2016. Lors de l'édition 2016, il marque un but et délivre une passe décisive contre la Serbie.
Avec les moins de 19 ans, il participe au championnat d'Europe des moins de 19 ans en 2018. Lors de cette compétition, il marque deux buts contre le Portugal, le premier en phase de groupe, puis le second lors de la finale. Il délivre également deux passes décisives lors de la phase de groupe, contre la Finlande et le Portugal. L'Italie s'incline en finale après une séance de tirs au but.
Il est retenu dans la liste des 26 joueurs italiens du sélectionneur Luciano Spalletti pour participer à l'Euro 2024 .

## Statistiques

### En club
Scamacca commence au PSV où il ne joue que trois matches.
Repéré par l'US Sassuolo, il rejoint le club en 2017.
| Saison                | Club                  | Championnat           | Championnat | Championnat | Championnat | Coupe nationale | Coupe nationale | Coupe nationale | Coupe de la Ligue | Coupe de la Ligue | Coupe de la Ligue | Compétition(s) continentale(s) | Compétition(s) continentale(s) | Compétition(s) continentale(s) | Compétition(s) continentale(s) | Italie | Italie | Italie | Total | Total | Total |
| Saison                | Club                  | Division              | M.          | B.          | P.d.        | M.              | B.              | P.d.            | M.                | B.                | P.d.              | Comp.                          | M.                             | B.                             | P.d.                           | M.     | B.     | P.d.   | M.    | B.    | P.d.  |
| 2015-2016             | Jong PSV (en)         | Eerste Divisie (en)   | 2           | 0           | 0           | -               | -               | -               | -                 | -                 | -                 | -                              | -                              | -                              | -                              | -      | -      | -      | 2     | 0     | 0     |
| 2016-2017             | Jong PSV (en)         | Eerste Divisie (en)   | 1           | 0           | 0           | -               | -               | -               | -                 | -                 | -                 | -                              | -                              | -                              | -                              | -      | -      | -      | 1     | 0     | 0     |
| Sous-total            | Sous-total            | Sous-total            | 3           | 0           | 0           | -               | -               | -               | -                 | -                 | -                 | -                              | -                              | -                              | -                              | -      | -      | -      | 3     | 0     | 0     |
| 2017-2018             | US Sassuolo           | Serie A               | 3           | 0           | 0           | -               | -               | -               | -                 | -                 | -                 | -                              | -                              | -                              | -                              | -      | -      | -      | 3     | 0     | 0     |
| 2021-2022             | US Sassuolo           | Serie A               | 35          | 16          | 0           | 2               | 0               | 1               | -                 | -                 | -                 | -                              | -                              | -                              | -                              | 7      | 0      | 0      | 44    | 16    | 1     |
| Sous-total            | Sous-total            | Sous-total            | 38          | 16          | 0           | 2               | 0               | 1               | -                 | -                 | -                 | -                              | -                              | -                              | -                              | 7      | 0      | 0      | 47    | 16    | 1     |
| 2017-2018             | US Cremonese (prêt)   | Serie B               | 14          | 1           | 0           | -               | -               | -               | -                 | -                 | -                 | -                              | -                              | -                              | -                              | -      | -      | -      | 14    | 1     | 0     |
| 2018-2019             | PEC Zwolle (prêt)     | Eredivisie            | 8           | 0           | 0           | 2               | 0               | 0               | -                 | -                 | -                 | -                              | -                              | -                              | -                              | -      | -      | -      | 10    | 0     | 0     |
| 2019-2020             | Ascoli FC (prêt)      | Serie B               | 33          | 9           | 1           | 2               | 4               | 0               | -                 | -                 | -                 | -                              | -                              | -                              | -                              | -      | -      | -      | 35    | 13    | 1     |
| 2020-2021             | Genoa CFC (prêt)      | Serie A               | 26          | 8           | 3           | 3               | 4               | 0               | -                 | -                 | -                 | -                              | -                              | -                              | -                              | -      | -      | -      | 29    | 12    | 3     |
| Sous-total            | Sous-total            | Sous-total            | 38          | 18          | 3           | 7               | 8               | 0               | -                 | -                 | -                 | -                              | -                              | -                              | -                              | 0      | 0      | 0      | 45    | 26    | 3     |
| 2022-2023             | West Ham United       | Premier League        | 16          | 3           | 0           | 1               | 0               | 0               | 1                 | 0                 | 0                 | C4                             | 9                              | 5                              | 1                              | 4      | 0      | 0      | 31    | 8     | 1     |
| Sous-total            | Sous-total            | Sous-total            | 16          | 3           | 0           | 1               | 0               | 0               | 1                 | 0                 | 0                 | -                              | 9                              | 5                              | 1                              | 4      | 0      | 0      | 31    | 8     | 1     |
| 2023-2024             | Atalanta Bergame      | Serie A               | 29          | 12          | 6           | 4               | 1               | 1               | -                 | -                 | -                 | C3                             | 11                             | 6                              | 1                              | 9      | 1      | 0      | 53    | 20    | 8     |
| 2024-2025             | Atalanta Bergame      | Serie A               | 1           | 0           | 0           | 0               | 0               | 0               | -                 | -                 | -                 | C1                             | 0                              | 0                              | 0                              | 0      | 0      | 0      | 1     | 0     | 0     |
| Sous-total            | Sous-total            | Sous-total            | 30          | 12          | 6           | 4               | 1               | 1               | -                 | -                 | -                 | -                              | 11                             | 6                              | 1                              | 9      | 1      | 0      | 54    | 20    | 8     |
| Total sur la carrière | Total sur la carrière | Total sur la carrière | 168         | 49          | 9           | 14              | 9               | 1               | 1                 | 0                 | 0                 | -                              | 20                             | 11                             | 2                              | 20     | 1      | 0      | 223   | 70    | 12    |

## Palmarès

### En club
| PSV Eindhoven - Championnat des Pays-Bas des moins de 17 ans (1) - Champion : 2016. |  | Atalanta Bergame - Ligue Europa (1) - Vainqueur : 2024. - Coupe d'Italie - Finaliste : 2024 |  | West Ham United - Ligue Europa Conférence (1) - Vainqueur : 2023. |

### En sélection
| Italie - Coupe des champions CONMEBOL–UEFA - Finaliste : 2022. |

 Italie - 19 ans
- Championnat d'Europe des moins de 19 ans
  - Finaliste : 2018

### Distinction personnelle
- Meilleur buteur de la Coupe d'Italie en 2020 et 2021 (4 buts).